# نسرين بلكاهية
نسرين بلكاهية هي لاعبة كرة طاولة تونسية وُلدت في 18 يوليو 1986، ولعبت لصالح فريق أسمنت بنزرت التونسي، ومثلت تونس في دورة الألعاب الأولمبية الصيفية عام 2004.

## المشاركات والميداليات
شاركت نسرين بلكاهية في عام 2004 في دورة الألعاب الأولمبية الصيفية التي أقيمت بمدينة أثينا في اليونان، ولكنها خرجت من البطولة ولم تتأهل للأدوار النهائية. كانت نسرين بلكاهية قد تأهلت لأولمبياد أثينا 2004 بعد تألقها في دورة الألعاب الإفريقية التي أقيمت في مدينة أبوجا بنيجيريا في عام 2003. وفي عام 2007، شاركت نسرين بلكاهية في بطولة الأندية العربية لكرة الطاولة التي أقيمت في مدينة عمان بالأردن. ويوضح الجدول التالي أهم المُسابقات والبطولات التي شاركت فيها نسرين بلكاهية، وأبرز الميداليات والألقاب التي حققتها في البطولات والمسابقات المختلفة:
| العام | المسابقة                           | المكان                   | المنافسات             | الترتيب/الميدالية | ملاحظات                                                                 |
| ----- | ---------------------------------- | ------------------------ | --------------------- | ----------------- | ----------------------------------------------------------------------- |
| 2003  | البطولة العربية لكرة الطاولة       | صنعاء، اليمن             | منافسات الفرق للسيدات |                   | شاركت في البطولة ضمن فريق أسمنت بنزرت التونسي                           |
| 2003  | الألعاب الإفريقية                  | أبوجا، نيجيريا           |                       |                   |                                                                         |
| 2004  | دورة الألعاب الأولمبية الصيفية     | أثينا، اليونان           | منافسات الفرق للسيدات |                   |                                                                         |
| 2004  | دورة الألعاب العربية               | الجزائر العاصمة، الجزائر |                       |                   |                                                                         |
| 2007  | كأس الاتحاد العربي لكرة الطاولة    |                          |                       | المركز الرابع     | احتلت المركز الرابع بعدما خسرت أمام اللاعبة السورية سهى أنوس بنتيجة 4-0 |
| 2007  | بطولة الأندية العربية لكرة الطاولة | عمان، الأردن             | منافسات الفرق للسيدات |                   | شاركت في البطولة ضمن فريق أسمنت بنزرت التونسي                           |